# Зло умрёт
«Зло умрёт» — шестой студийный альбом российской рок-группы «Элизиум», выпущенный 1 сентября 2011 года.

## Список композиций
| №   | Название                      | Длительность |
| --- | ----------------------------- | ------------ |
| 1.  | «Улетай»                      | 4:54         |
| 2.  | «Лунные моря»                 | 3:14         |
| 3.  | «На верхнем этаже»            | 3:08         |
| 4.  | «Скучно»                      | 4:22         |
| 5.  | «Майами»                      | 4:30         |
| 6.  | «Надежда — звезда заполярная» | 3:39         |
| 7.  | «Я хочу»                      | 3:15         |
| 8.  | «Зло умрёт»                   | 3:31         |
| 9.  | «Скоро (2012)»                | 3:44         |
| 10. | «В сердце лёд»                | 3:29         |
| 11. | «Шаг, другой»                 | 3:11         |
| 12. | «Последний летний день»       | 4:11         |
| 13. | «В небо улетают самолёты»     | 6:04         |

| №   | Название                       | Длительность |
| --- | ------------------------------ | ------------ |
| 14. | «No Zombie No Cry»             | 3:41         |
| 15. | «Улетай» (акустическая версия) | 3:57         |

## Участники записи
Исполнители
- Дмитрий «Дракол» Кузнецов — бас-гитара;
- Александр «Пропеллер» Телехов — вокал;
- Алексей «Младшой» Кузнецов — ударные;
- Кирилл «Кира» Крылов — гитара;
- Дмитрий «Boeing!» Сотников — труба;
- Егор Баранов — виолончель, клавишные;
- Альберт Родин — саксофон.

Сессионные участники
- Сергей Михалок — вокал (треки 4, 7);
- Павел Булатников — вокал (треки 4, 7).